# 라푸아 운동

라푸아 운동의 로고.

라푸아 운동(핀란드어: Lapuan liike 라푸안 리케[*], 스웨덴어: Lapporörelsen 라포뢰렐센[*])은 핀란드의 급진적 국민주의, 반공주의 정치운동이다. 그 이름은 도시 지명 라푸아에서 유래했다. 1932년 쿠데타를 일으켰으나 진압당하고(맨챌래 반란) 정치활동이 금지되었다. 그러나 라푸아 운동의 이념은 그 후신인 애국인민운동에서 그대로 계승되었다.

## 배경
라푸아 운동은 1929년 시작되었으며, 핀란드 내전과 백위대의 국민행동주의 유산을 강조하는 반공 국민주의 집단이었다. 라푸아 운동은 내전으로 파괴된 핀란드를 회복시켜야 할 사명이 있으며, 그 사명이 자신들에게 있다고 보고 루터교, 민족주의, 반공주의를 지지했다.
내전 이후 식자계급 사이에서는 반공주의가 일반적이었기에 많은 정치인들과 고급장교들이 라푸아 운동에 동조적이었다. 그러나 지나친 폭력성으로 인해 라푸아 운동의 인기는 불과 몇 달 만에 시들해졌다.
포흐얀마 지역은 내전 당시 백핀란드를 가장 강력히 지지한 지역이었으며, 반공감정이 유독 강하게 남아 있었다. 1929년 11월 말, 포흐얀마의 라푸아에서 핀란드 청년 공산주의자 동맹이 집회를 열고 선동구를 외쳤다. 이들은 루터교회와 기독교의 신, "부르주아"적인 조국, 핀란드 육군과 만네르헤임 남작을 조롱했다. 이것이 지역 주민들을 자극하여 집회는 폭력적으로 끝났다. 12월 1일에는 반공주의 집회가 열렸고 1천 명 이상의 시위자가 모여 모든 공산주의 활동을 금지시킬 것을 요구했다.

## 전개

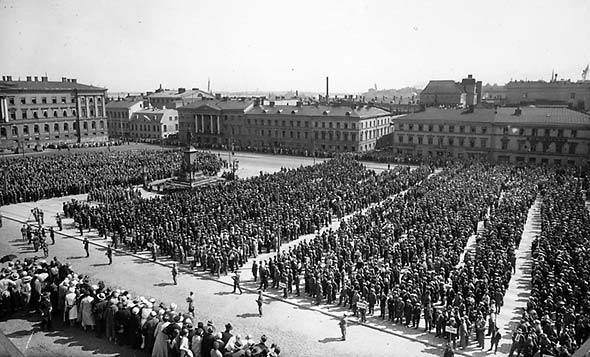
공화국 수호법을 통과시키게 만든 라푸아 운동의 "농민 행진".

이후 반공주의 시위는 전국적으로 번져갔다. 1930년 6월 16일에는 3천 명이 오울루에 모여 공산주의 신문 《포흐얀 보이마》의 윤전기와 편집실을 때려부쉈다. 같은 날 바사의 공산주의 언론도 공격받아 파괴되었다. 헬싱키를 향한 소위 "농민 행진"은 그 자체로 상당한 무력시위였다. 1만 2천 명 이상의 시위자가 7월 7일 헬싱키에 도착했고 그 압박을 받은 정부는 "공화국 수호법"을 통과시켜 공산주의 신문들을 불법화했다.
좌파 및 노동계의 시위에 대한 방해도 이루어졌고, 대개 폭력적이었다. 라푸아 운동가들에 의해 해산당한 노동계 지역 집회는 400건이 넘는다.
이들이 사용한 흔한 수단은 소위 "무일루투스(muilutus)"라는 것으로, 사람을 납치해서 두들겨 팬 뒤 차에 실어 소련 국경에 갖다버리는 짓 따위를 했다. 1930년 10월 14일에는 전 대통령 카를로 유호 스톨베리와 그 아내가 납치되어 요엔수까지 끌려가는 일이 벌어졌다(스톨베리 납치사건). 이 사건 이후 라푸아 운동에 대한 대중의 지지는 허물어졌다. 온건 성향의 사람들이 운동을 그만두자 과격분자들만 남게 되었고 자연히 더욱 과격해졌다.

## 결말
1932년 2월, 맨챌래에서 열린 사회민주당원 모임에 무장한 라푸아 운동가들이 난입해 폭력적으로 모임을 해산시켰다. 이후 사태는 점점 커져서 쿠데타 시도의 지경에까지 이르게 된다(맨챌래 반란). 쿠데타 지도자는 전 핀란드 육군 참모장 쿠르트 마르티 발레니우스 대장이었다. 그러나 발레니우스의 호소에도 불구하고 정규군과 백위대 대부분은 반란에 가담하지 않고 정부에 충성했다. 많은 역사학자들은 쿠데타가 실패한 원인이 계획 자체가 엉성했기 때문이라고 평가한다. 애초에 지역 조직에서의 충돌이 격화되어 반란으로 비화한 것이고 라푸아 운동 전국조직은 그 다음에 전면에 나서게 되었기 때문이다. 스빈후부드 대통령이 반란군들에게 항복을 종용하는 라디오 연설을 하자 반란은 허무하게 진압되었다. 이후 재판을 거쳐 라푸아 운동은 1932년 11월 21일 활동이 금지되었고 발레니우스를 비롯한 간부 50여명은 감옥에 갔다. 아이러니하게도 라푸아 운동이 금지당한 근거조항은 이들이 공산주의자들을 때려잡으라고 입법을 강요했던 공화국 수호법이었다.

## 후일담
한편 소련에도 라푸아 운동의 행위들에 대한 소식들이 들려오게 되었다. 핀란드를 위협시하던 오래된 오해에 그들을 구 차르 체제의 연장선상에 있는 집단으로 여기는 더해졌고 볼셰비키 지도부는 소련 민간인들이 이런 인식을 가지도록 부채질했다. 소련인들의 핀란드에 대한 이런 인식은 겨울전쟁이 일어나는 원인 중 하나가 되었다. 차르 체제 당시 수도였으며 여전히 대도시였던 레닌그라드의 위치가 핀-소 국경에서 지척이라는 실질적 위협 역시 존재했다. 18세기에도 핀란드 국경을 통해 수도 앞전까지 적군이 들이닥쳤었고, 핀란드가 독립한 직후인 1918년에도 핀란드 내전을 틈타 독일군이 핀란드에 상륙했었다. 핀란드가 독일과 동맹을 맺었음은 레닌그라드 시민들에게 위협으로 다가왔다. 러시아 언론들은 라푸아 운동에 의해 소련 국경에 갖다버려진 피해자들과의 면담을 기사화하며 이것이 자본주의 국가에서 이루어지는 테러리즘의 실체라고 선전을 해댐으로써 이런 공포를 증폭시켰다. 그러나 라푸아 운동의 극우 민족주의로 인해 소련으로 쫓겨난 핀란드인들 대다수는 앞서 핀란드 내전에 패배하고 먼저 소련으로 망명했던 적핀란드 인사들과 함께 대숙청 때 핀란드 민족주의자라는 누명을 쓰고 처형당한다.

## 같이 보기
- 계속 전쟁
- 민족 전쟁 (핀란드)
- 핀란드의 역사
- 미나 크라우허
- 핀란드의 정치
- 겨울 전쟁